# Soul Nomad & the World Eaters
Soul Nomad & the World Eaters (ソウルクレイドル 世界を喰らう者?, Soul Cradle: Sekai o Kurausha, Soul Cradle: World Eaters) è un videogioco di ruolo sviluppato e pubblicato da Nippon Ichi per PlayStation 2.
Nel marzo 2021 viene annunciata la conversione del gioco per Nintendo Switch e Microsoft Windows. La versione per Nintendo Switch fa parte della raccolta Prinny Presents NIS Classics Volume 1 che include Phantom Brave.

## Trama
Nei panni di un eroe o di un'eroina si affronta il malvagio Gig che, dopo essersi liberato da un'antica spada, si impossessa del corpo del protagonista.